# 黑瑟爾巴赫河
50°53′10.2″N 8°20′45.7″E / 50.886167°N 8.346028°E

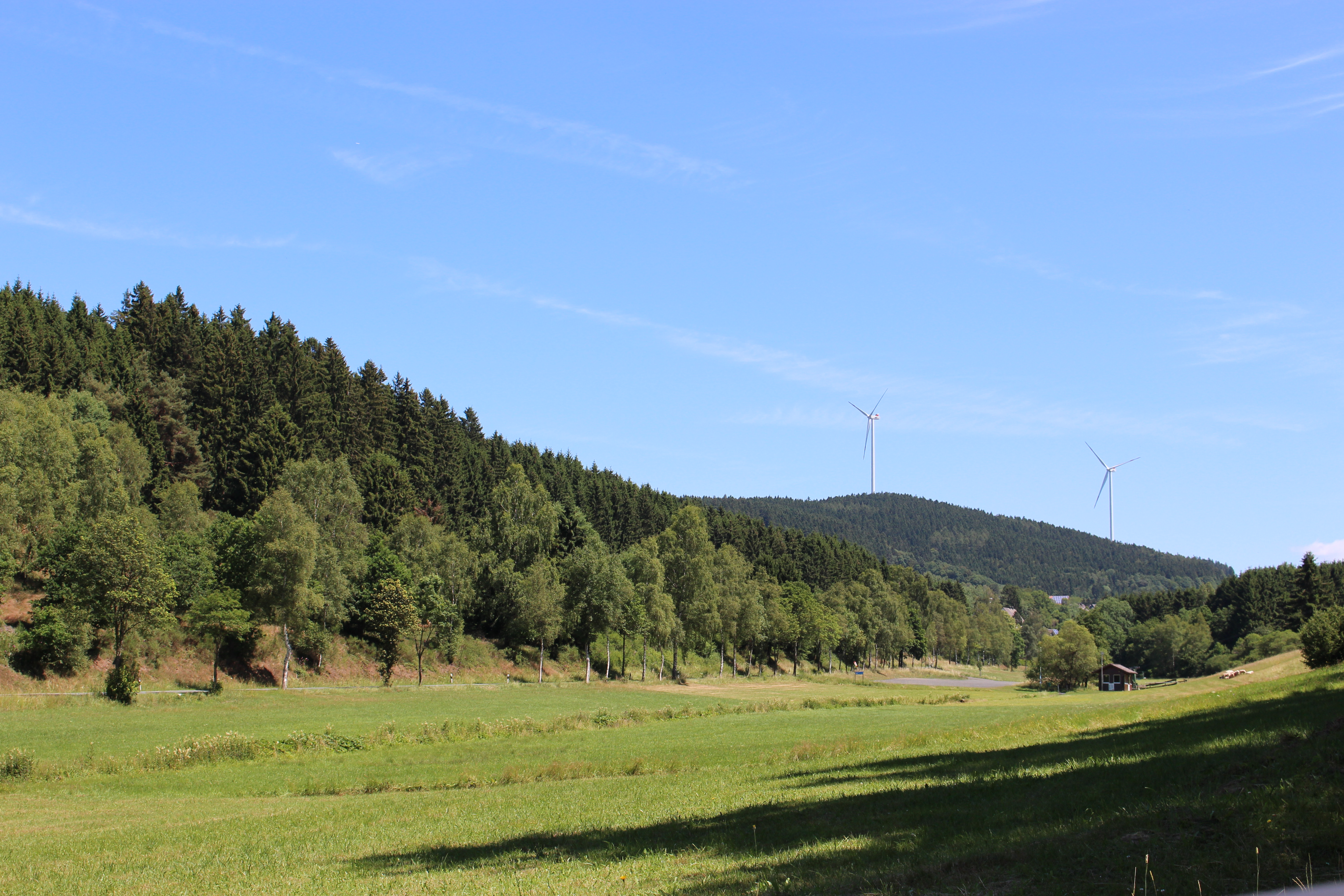

黑瑟爾巴赫河（德語：Hesselbach）是德國的河流，位於該國西部，處於北萊茵-威斯特法倫州，屬於班費河的右支流，河道全長2.7公里，發源自巴特拉斯弗。